# Maximiano Errázuriz
Este artículo trata a una persona del siglo XX. Para otra del siglo XIX, ver Maximiano Errázuriz Valdivieso
Maximiano Errázuriz Eguiguren  (Santiago, 28 de septiembre de 1945), es un abogado, periodista, profesor de derecho romano y político chileno, militó en los partidos Nacional y Renovación Nacional. Fue diputado entre 1994 y 2010 representando a la Provincia Cordillera y La Pintana.

## Primeros años de vida
Nació en el matrimonio de Rafael Errázuriz Edwards y Carmen Eguiguren Rudolphy. Primo hermano suyo fue Jaime Guzmán Errázuriz. Realizó su enseñanza primaria en el Colegio de los Sagrados Corazones de Santiago y la secundaria en la Escuela Militar. Ingresó posteriormente a la Pontificia Universidad Católica de Chile, donde cursó de manera paralela, las carreras de Derecho y Periodismo, titulándose de abogado en 1969 y de periodista en 1970, respectivamente.

### Matrimonio e hijos
Es casado, con Mónica Jottar Nasrallah y padre de tres hijos: Rafael, Rosario y José Tomás.
Entre el 30 de julio de 1970 y el 20 de mayo de 1973, fue director del diario El Cóndor de Santa Cruz. También fue columnista de los diarios La Tercera (1976-1985) y Las Últimas Noticias (1993-1997), además de comentarista en Radio Agricultura entre 1975 y 1981. Dentro de sus aficiones está el fútbol, siendo socio del Club Deportivo Colo-Colo desde el año 1954. Además de presidente de la Fundación Santa Ana y del Hogar de Estudiantes Maximiano Errázuriz Valdés. En 1977, cursó estudios en la Academia Superior de Seguridad Nacional y desde 1978, fue profesor de Ciencia Política en dicho organismo.

## Vida académica
Desde 1975 es profesor de derecho romano en distintas universidades de Chile: Universidad Católica de Chile (1975 en adelante), Universidad de Chile (1976-1985), Universidad Gabriela Mistral (1981 en adelante), Universidad Nacional Andrés Bello (1989-1993), Universidad Autónoma de Chile (1991 en adelante) y en la Universidad Austral de Chile (1992 en adelante). Ha publicado numerosos escritos acerca de esta materia, y de ellos el más importante es su Manual de Derecho Romano, editado en dos tomos.

## Vida política
Inició sus actividades políticas cuando se incorporó al Partido Nacional (PN) en 1971.
En las elecciones parlamentarias de 1973, fue elegido como diputado por la 10°agrupación departamental San Fernando y Santa Cruz, para el XLVII Periodo Legislativo, donde integró la Comisión Permanente de Constitución, Legislación y Justicia. Debía terminar su gestión como parlamentario en 1977, pero el Golpe Militar del 11 de septiembre de 1973 puso término anticipado al periodo. La Junta Militar estableció el Decreto-Ley 27 del 21 de septiembre de ese año, que establecía el cierre del Congreso Nacional, por lo cual quedaron cesadas las funciones parlamentarias.
Durante la dictadura de Pinochet ocupó diversos cargos entre ellos, el de agregado cultural de Chile ante organismos internacionales en noviembre de 1973. Entre 1974 y 1975 es designado en el mismo cargo esta vez ante el Mercado Común Europeo y el Reino de Bélgica, residiendo durante ese tiempo en Bruselas.
Posteriormente fue designado en 1976, como subgerente general de la Editorial Jurídica de Chile - Andrés Bello, cargo que ejerció hasta 1990.
Durante los años 80, formó parte del grupo de fundadores de la Unión Demócrata Independiente (UDI). Posteriormente en 1987, ingresó como militante a Renovación Nacional (RN) y se incorporó a la Comisión Política de la misma colectividad.
En 1989 se presentó como candidato a diputado por el distrito N.°29 pero no resultó elegido.
Militante del partido de centro-derecha Renovación Nacional, al cual renunció el 19 de junio de 2009 al verse involucrado en un caso de corrupción, luego de esto el Tribunal Supremo de Renovación Nacional expresó categóricamente que no se aceptaría la renuncia de Errázuriz Eguiguren mientras no se conociera el fondo del asunto, de lo cual se desprende que el diputado tiene dos opciones: Resulta exento de responsabilidades y continua con la militancia, o es declarado responsable siendo expulsado de la colectividad.

## Juicio por fraude
En junio de 2009 el periódico La Nación denunció que Errázuriz y otros diputados arrendaban inmuebles a otras personas haciéndolas pasar por sedes distritales. Errázuriz renunció a Renovación Nacional luego que lo citaran al tribunal supremo del partido. Además de esto, Renovación Nacional se negó a llevarlo a reelección. Los diputados Julio Dittborn (UDI), Marta Isasi (Independiente) y Joaquín Godoy (RN) también fueron investigados inicialmente por el Consejo de Defensa del Estado, pero no fueron querellados.
En noviembre de 2009 Errázuriz fue formalizado por los delitos de fraude al Fisco y uso malicioso de instrumento privado falso. En aquella ocasión no se decretaron medidas cautelares en su contra. En julio de 2010 el Ministerio Público presentó la acusación contra el exdiputado, en la cual solicitó que se le aplicara una pena de siete años de presidio. Según palabras del fiscal Jorge Abott, "el diputado en el ejercicio de su cargo suscribió contratos de arrendamiento destinado a sus sedes distritales, algunos de los cuales eran absolutamente falsos y otros adulterados en su monto de renta, provocando así un perjuicio al Estado de Chile, que es del orden de $23 millones". El Consejo de Defensa del Estado, por su parte, solicitó una pena de 15 años en su contra.
Durante el proceso, Errázuriz aceptó las imputaciones del Ministerio Público con el fin de ser sometido a un juicio abreviado. Además, pagó una reparación de 32 millones de pesos por el daño causado. El 9 de diciembre de 2011 fue declarado culpable de los delitos de "fraude al fisco y uso malicioso de instrumento privado falso". La condena fue dada a conocer el 12 de diciembre, la cual consistió en una pena de tres años y un día, el pago de una multa por el 10% del monto defraudado, la inhabilitación especial perpetua para el cargo de diputado y la inhabilitación absoluta para cargos u oficios públicos mientras dure la condena. Dado que Errázuriz no había sido condenado con anterioridad por otros delitos, no se le aplicó la pena privativa de libertad, sino que deberá cumplir la pena remitida de libertad vigilada por un periodo de cuatro años. Errázuriz interpuso un recurso de nulidad en contra de la sentencia, pero fue rechazado por la Corte de Apelaciones de Santiago.

## Historial electoral

### Elecciones parlamentarias de 1973
- Elecciones parlamentarias de 1973 para la 10ª Agrupación Departamental, San Fernando y Santa Cruz.[14]

### Elecciones parlamentarias de 1989
- Elecciones parlamentarias de 1989, para el Distrito 29, Puente Alto, La Pintana, Pirque y San José de Maipo[15]

### Elecciones parlamentarias de 1993
- Elecciones parlamentarias de 1993, para el Distrito 29, Puente Alto, La Pintana, Pirque y San José de Maipo[16]

### Elecciones parlamentarias de 1997
- Elecciones parlamentarias de 1997, para el Distrito 29, Puente Alto, La Pintana, Pirque y San José de Maipo[17]

### Elecciones parlamentarias de 2001
- Elecciones parlamentarias de 2001 para Diputado por el distrito 29 (Puente Alto, La Pintana, Pirque y San José de Maipo)[18]

### Elecciones parlamentarias de 2005
- Elecciones parlamentarias de 2005 para Diputado por el distrito 29 (Puente Alto, La Pintana, Pirque y San José de Maipo)[19]

## Publicaciones
- El Tribunal Penal Internacional, 2001.
- Nuevo Estatuto Administrativo: bases generales de la administración del Estado: ley 18.575, Santiago de Chile: Jurídica Ediar-Conosur, 1989 (Santiago de Chile: Impr. Montegrande).
- Manual de Derecho Romano, Santiago de Chile: Jurídica de Chile, 1989 impr. (Santiago de Chile: Alfabeta).
- Nueva Ley de Municipalidades y Consejos de Desarrollo Comunal, Santiago de Chile: Jurídica de Chile, 1988impr. (Santiago de Chile: Salesianos).
- Consejos Regionales de Desarrollo, Santiago de Chile : Jurídica de Chile, 1987 (Santiago de Chile: Alfabeta).
- La Participación Ciudadana en la Constitución Política, Santiago de Chile: Andrés Bello, 1983impr. (Santiago de Chile: Alfabeta).
- Apuntes de Derecho Romano: "De la sucesión por causa de muerte", con la colaboración del prof. Ramón Luco Larenas. Santiago de Chile: Jurídica de Chile, 1981.
- Apuntes de Derecho Romano: de las obligaciones, Santiago de Chile: Jurídica de Chile, 1980.
- Derecho Romano: de las cosas: derechos reales, Santiago de Chile: Jurídica de Chile, 1979.
- Apuntes de Derecho Romano: derecho procesal romano, Santiago de Chile: Jurídica de Chile, 1978.
- Bases de la Nueva Institucionalidad Chilena, Santiago de Chile: s.n., 1978impr. (Santiago de Chile: Lord Cochrane).
- Bukovsky, Santiago de Chile: Andrés Bello, 1977impr. (Santiago de Chile: Lord Cochrane).
- La Reforma Agraria en Roma con Cayo y Tiberio Graco, 1968.
- La Participación Ciudadana y el Gobierno Comunal, 1945.